# La città delle donne rapite
La città delle donne rapite (City of Missing Girls) è un film del 1941 diretto da Elmer Clifton. Era interpretato da H.B. Warner, Astrid Allwyn, John Archer, Sarah Padden, Philip Van Zandt, George Rosener.

## Trama
Durante una lunga serie di misteriose sparizioni di giovani ragazze, la ballerina Thalia Arnold viene trovata uccisa. Il detective della polizia, il capitano McVeigh e il procuratore distrettuale James J. Horton credono che King Peterson, un operatore di nightclub e proprietario della Crescent School of Fine Arts, scuola frequentata dalle diverse ragazze scomparse, sappia qualcosa. L'intrepida reporter Nora Page scopre che la scuola è in realtà utilizzata come centro di reclutamento di prostituzione per il locale di Peterson, Entertainers.
Il socio segreto di Peterson è Joseph Thompson, un agente teatrale, la cui figlia, è la stessa Nora. Pauline Randolph è la prossima a scomparire ma Nora l'ha vista lasciare la casa di sua nonna in un'auto guidata da una donna bionda. Nora intervista la nonna che le dice che Pauline ha avuto un lavoro teatrale, insieme a una sua amica, Mary Phillips. Quando la polizia inizia a indagare sulla scuola , Thompson litiga con Peterson sostenendo che questa faccenda li farà finire in prigione. In una fila di tutte le showgirl dei nightclub di Peterson.
Nel frattempo, la donna bionda, Kate Neslon, chiama Horton per venire nel suo appartamento affermando di avere informazioni sulle ragazze scomparse, ma al loro arrivo lui e il capitano McVeigh la trovano morta nel suo appartamento. Nora, che pensa che Peterson non sappia che è la figlia di Thompson, decide di fare un provino per la School of Missing Girls. Quando Peterson scopre che Nora è in realtà li per smascherare tutto, uccide il padre davanti ai suoi occhi. Subito dopo la polizia entra nel locale e arresta King Peterson, condannato a morte.